# Jan den Haen
Jan den Haen (ur. w 1630 w Goudzie  – zm. 2 czerwca 1676 w Palermo) – holenderski admirał.
W roku 1659 został kapitanem nadzwyczajnym admiralicji Amsterdamu i pod dowództwem admirała de Ruytera wziął udział w kampanii przeciwko Szwecji. Wyróżnił się podczas bitwy pod Lowestoft w roku 1665, podczas której zdobył nieprzyjacielski okręt, za co został mianowany kapitanem zwyczajnym. W r. 1670 został kontradmirałem (schout-bij-nacht). 22 marca 1672 r. na czele 5 okrętów obronił konwój smyrneński przed atakiem 18 okrętów angielskich, tracąc jedynie 3 z powierzonych jego opiece 72 żaglowców. W roku 1673 na rozkaz De Ruytera przeprowadził rajd do ujścia Tamizy, potem zaś wziął udział w bitwie pod Texel. Po tej bitwie został wiceadmirałem. W roku 1675 den Haen wyruszył jako zastępca de Ruytera na Morze Śródziemne, a po  śmierci tego ostatniego w bitwie pod Augustą przejął dowództwo holenderskiej floty na tym akwenie. Zginął 2 czerwca 1676 roku w bitwie pod Palermo, podczas której Francuzi niemal doszczętnie zniszczyli flotę holenderską-hiszpańską za pomocą branderów.